# دان (إسرائيل)
دان ((بالعبرية: דָּן)) هو كيبوتس في الجزء الشمالي من سهل الحولة، عند سفح جبل الشيخ، في الجليل الأعلى، إسرائيل.
تأسست كيبوتس دان في عام 1939 من قبل مزارعين يهود من ترانسيلفانيا.
شركة كافيار الجليل، التي تصدر الكافيار تحت اسم العلامة التجارية «كارات كافيار» مقرها في الكيبوتس. يصدر الكيبوتس الكافيار إلى الولايات المتحدة، أوروبا، روسيا، اليابان، سنغافورة وكندا. في عام 2011، أنتجت الشركة 3,000 كيلوغرام. ولديها خطط لزيادة الإنتاج تدريجياً إلى 8,000 كيلوغرام في السنة.

## معرض صور

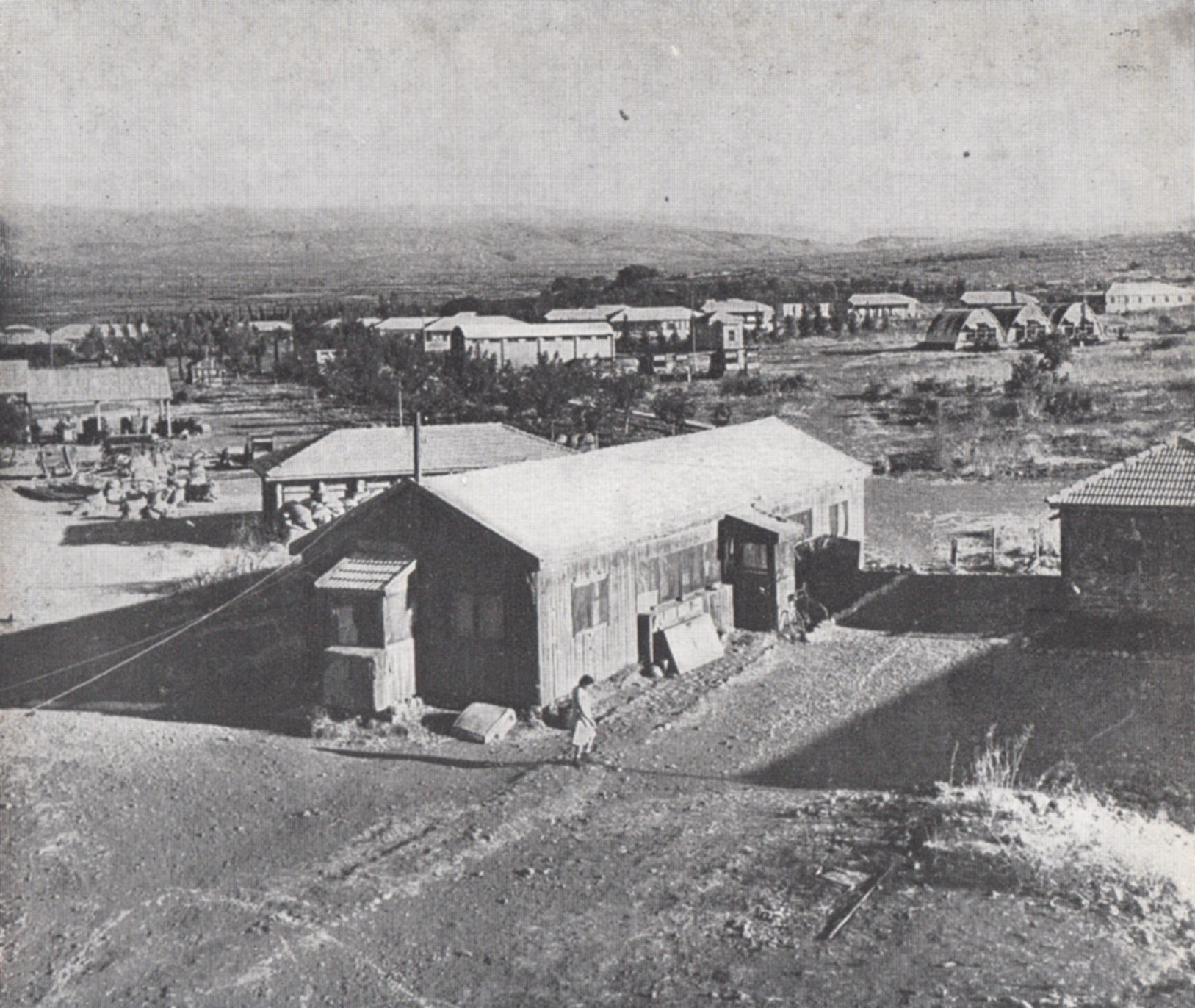
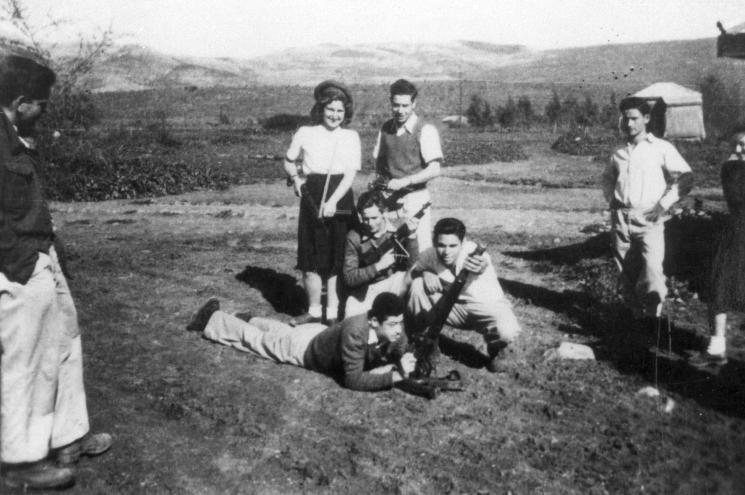
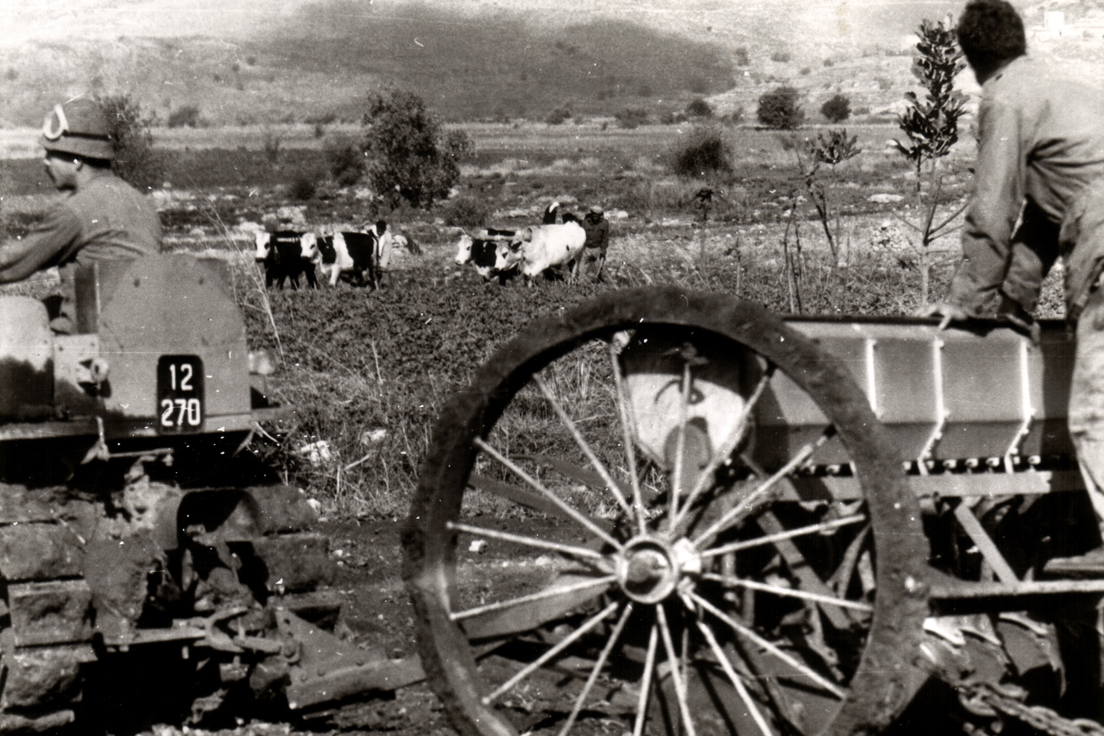
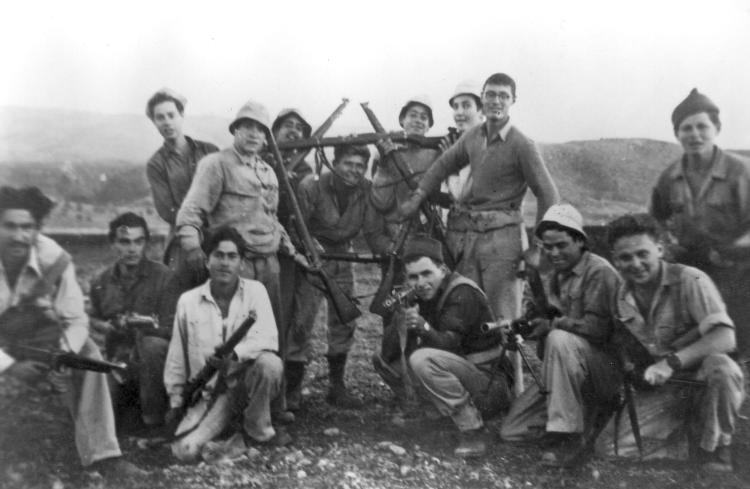